# Tiridates II van Armenië

Armenië omstreeks 150

Tiridates II van Armenië (Armeens: Տրդատ Բ) was koning van Armenië van 217 tot ongeveer 252.
Armenië was sinds de vroege dagen van het Romeinse keizerrijk een vazalstaat van de Romeinen. Tiridates werd in 217 tot koning van Armenië gemaakt door keizer Macrinus, als opvolger van zijn vader Khosro I van Armenië. Macrinus liet daarbij de moeder van Tiridates vrij uit gevangenschap. 
Gedurende Tiridates' regering kwam Armenië steeds meer onder invloed van de nieuwe Iraanse dynastie, de Sassaniden, die de Parthen hadden verdrongen. De toenmalige koningen van Armenië stamden zelf uit het huis van Arsaces, de Parthische koninklijke familie. Ongeveer in 252 bezetten de Sassaniden onder Shapur I Armenië en Tiridates werd daarbij gedood.
Zijn zoons Tiridates en Khosro vluchtten naar de Romeinen. Pogingen van de Romeinen om Armenië te heroveren mislukten echter en keizer Valerianus werd daarbij zelfs gevangengenomen, een ongehoorde schande. Valerianus overleed in Iran. Allebei de zoons van Tiridates werden (na elkaar) koning van Armenië.